# Gastrotheca phalarosa
Gastrotheca phalarosa és una espècie de granota de la família Amphignathodontidae. És endèmica del Perú. El seu hàbitat natural inclou montans tropicals o subtropicals secs i aiguamolls d'aigua dolça.